# Torre di Bosa
La Torre di Bosa (detta anche Torre del Porto di Bosa o Torre dell'Isola Rossa) è una torre costiera situata a Bosa, nella Sardegna nord-occidentale. È la più imponente delle torri costiere del tratto costiero della Planargia e del Montiferru.
Risalente all'epoca della dominazione spagnola della Sardegna, la fortificazione fu probabilmente costruita in un periodo antecedente al 1528 (e, in ogni caso, anteriore al 1572).
La costruzione fu motivata dalla necessità di sorvegliare e difendere la città di Bosa e il suo porto fluviale (tra i più importanti della Sardegna aragonese e spagnola) dalle invasioni e dalle incursioni piratesche che interessarono il Mediterraneo in particolare dopo la cacciata dei moriscos dalla Spagna nel 1502. Di tali scorrerie rimane traccia nei locali toponimi costieri (come è il caso di Cala ’e Moros, cioè cala dei (pirati) turco-barbareschi, e di Cala Rapina, cioè cala del “saccheggio”).

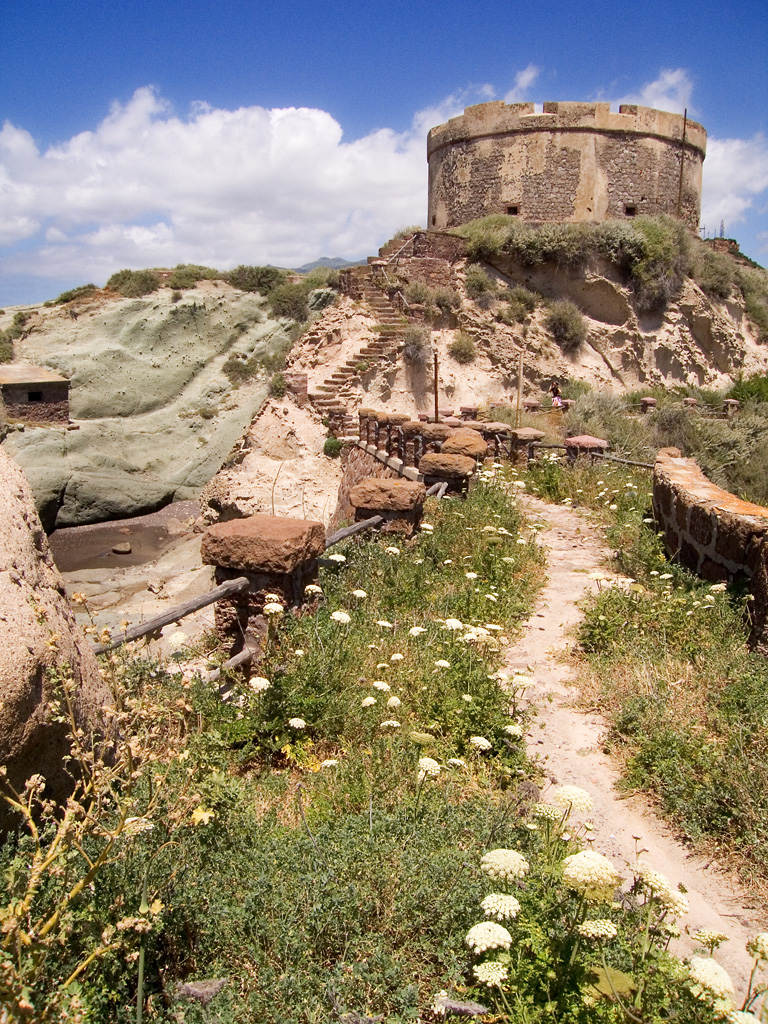
Vista della torre

## Posizione
La torre è situata sull'Isola Rossa, una piccola isola rocciosa che, nel Cinquecento, distava circa 300 metri dalla costa e che, posta all’ingresso della foce del Temo, consentiva di sorvegliare l’accesso all’approdo fluviale di Bosa, godendo tra l’altro di un contatto visivo diretto con il castello di Serravalle e, tra le altre, con le torri costiere di Columbargia e di Punta Argentina. Ciò permetteva una veloce comunicazione dei pericoli attraverso luci (fuochi) e suoni (trombe).
Dalla prima metà del Novecento, l’isola è stata collegata alla terraferma con un muraglione, allo scopo di costruirvi un’infrastruttura portuale, mai conclusa ma finanziata dalla legge 5 luglio 1863, n. 1355 (Legge che autorizza una spesa straordinaria per la formazione di un porto nella rada di Bosa).

## Descrizione
La torre costiera, fra le più grandi della Sardegna, fu realizzata in tufi trachitici locali e ha forma circolare, con un diametro esterno di venti metri e un’altezza di poco inferiore.
La sua forma testimonia il rispetto dei criteri tecnico-costruttivi di Martini: essa è divisa in due sezioni, separate da una modanatura. La prima sezione, quella inferiore, si presenta scarpata (cioè inclinata) e piena ed ospita la cisterna di acqua piovana.
La sezione superiore – intervallata da feritoie – appare appiombata e cava: al suo interno è ospitata la sala interna della fortificazione.
Tale modello costruttivo garantiva una migliore resistenza alle sollecitazioni statiche e dinamiche; in particolare, permetteva una distribuzione più omogenea, sulla struttura, dell’impatto delle cannonate che arrivavano a segno. La modanatura tra il piano obliquo e quello a piombo, dal canto suo, consentiva di deviare le schegge originantesi dalla proiezione di proiettili lapidei.
Il portone di accesso – decorato con lo stemma degli Aragona e sormontato da una bertesca –  si trova in una posizione rialzata; l’ingresso era assicurato attraverso l’uso di una scala volante, così da impedire l’accesso ai nemici provenienti dal mare e, dunque, sprovvisti di scale. Il portone era difeso da una saracinesca.
Nel vestibolo d’ingresso è presente una piombatoia, che consentiva il getto di materiali infiammabili o bollenti o solidi sugli attaccanti.
Superato il vestibolo, si accede all’ambiente interno, a pianta ottagonale e dal diametro di circa tredici metri. Al centro di ogni lato, eccetto quello in cui si apre il portone d’accesso, si spalanca una troniera (cioè un’apertura per le bocche da fuoco) piuttosto strombata, per sette pezzi di piccolo calibro. La sala ottagonale presenta un soffitto suddiviso in otto spicchi, che insistono su altrettanti arconi, convergenti su un pilastro centrale ottagono. Lungo il perimetro interno della sala sono presenti diversi supporti (gattoni), atti a reggere un soppalco ligneo.
Una scala interna, in muratura e ricavata nello spessore del muro, immette alla piazza d’armi, al livello superiore, all’aperto. Quest’ultimo piano è provvisto di sette cannoniere protette da barbette, che scandiscono il parapetto e che sono posteriori alla costruzione della torre. L’ottavo lato è occupato dalla bertesca e dalla piombatoia.

## Storia

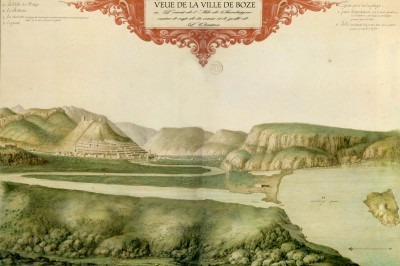
Posizione dell’Isola Rossa e della sua torre davanti alla foce del Temo (angolo inferiore destro della tempera Vue de la Ville de Boze a L'ouest de l'Isle de Sardaigne entre le Cap de la casse et le gonfe de L'Oristan di Jacques Petré, 1679-1680, Biblioteca nazionale di Francia, Parigi)

Lungo il litorale della Sardegna occidentale furono edificate, a partire dal Medioevo e poi in epoca moderna dai dominatori spagnoli – con particolare intensificazione all'indomani della battaglia di Lepanto (1571) – una serie di torri costiere per la difesa del territorio dalle invasioni saracene. Da questo fervore edilizio non rimase esclusa la costa della Planargia, da capo Marrargiu alla marina di Tresnuraghes, tanto che nel giro di pochi chilometri furono erette, per lo più con tufi trachitici locali, numerose torri. Alla fine del XVI secolo, se ne contavano cinque: la torre di Foghe, di Ischia Ruggia, di Columbargia e – incluse nel territorio comunale di Bosa – quelle sull'Isola Rossa e sulla Punta Argentina.
Prima che queste torri fossero costruite, a guardia della foce vi erano due piccole torrette medievali. Una – ancora integra – si trova presso Cabideddo (tra Sa Sea e la strada per Alghero) e l'altra nel Conducto, nei pressi di Monte Furru. Entrambe furono però abbandonate, a partire dal 1594 e su richiesta del sindaco Giuliano Ursena, poiché dispendiose e non più occorrenti dopo la costruzione delle nuove torri.
Quanto alla Torre di Bosa, la data di costruzione non è nota. La sua prima menzione appare nel progetto di fortificazione delle coste elaborato dal capitano di Iglesias, Marco Antonio Camós, nel 1572.
Egli, dando atto della presenza della torre del porto, ricordava che nel 1528 i bosani ostruirono la foce del Temo affondando volontariamente numerose barche appositamente caricate di pesanti massi. Avrebbero fatto ciò per impedire l'ingresso in porto della flotta francese comandata da Andrea Doria. I francesi, infatti, erano in guerra con la Spagna e nel dicembre del 1527 avevano saccheggiato Sassari, incutendo terrore nelle altre città sarde.
Da quel momento, il porto fluviale – fino ad allora tra i più floridi dell’isola – divenne impraticabile e le imbarcazioni presero ad attraccare all’Isola Rossa; il fiume, ostruito, formò inoltre degli acquitrini malarici che resero insalubre la città.
Alla luce di tale notizia, alcuni studiosi ritengono che la costruzione della grande torre dovesse essere antecedente all’ostruzione dell’accesso al porto fluviale e, dunque, precedente al 1528, perché «mai si sarebbe edificata un’opera tanto importante per la protezione foranea, in assenza di ancoraggio».
In ogni caso, dal momento che a guardia del porto vi era già un'adeguata fortificazione, il progetto generale del 1572 si limitò a disporne il restauro e l'armamento, nonché a riorganizzare il sistema di difese. Tra il 1578 e il 1587 fu poi eretta, più a nord, una seconda torre, distante otto chilometri dalla prima, su Punta Argentina.
La Torre di Bosa fu dismessa, così come tutte le altre torri costiere, a metà del XIX secolo, quando – con Regio decreto-legge – si cessò di considerarla quale luogo fortificato del Regno d'Italia.

## Armamento

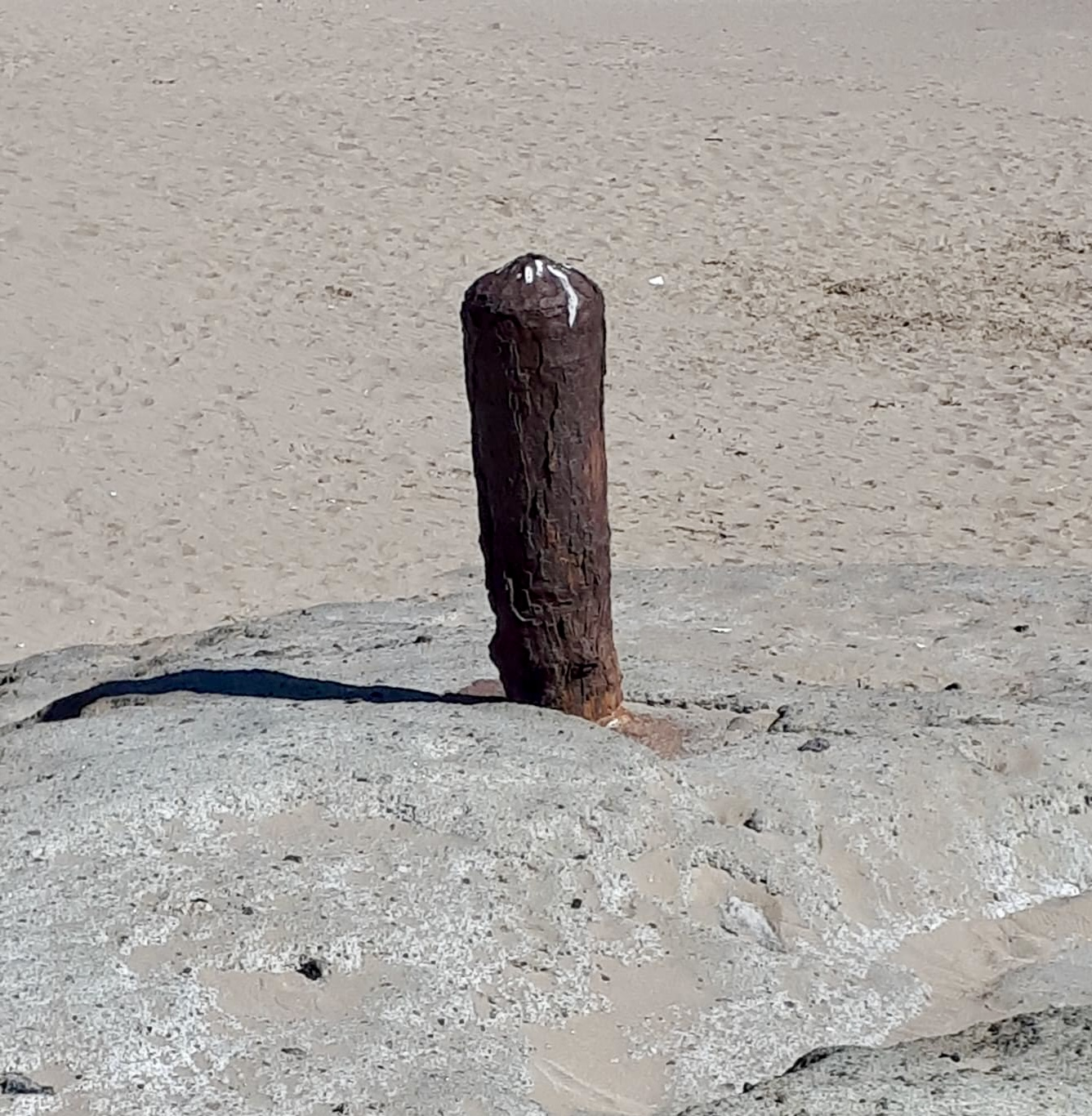
Antico cannone della torre, reimpiegato come bitta

Le torri facevano capo a una Reale Amministrazione, un organo governativo con il compito di sovrintendere al loro funzionamento.
La Torre di Bosa fu adibita alla difesa pesante e a tal fine fu presidiata da un alcaide, comandante della guarnigione, sei soldati e un artigliere. Fu dotata di sei cannoni di vario calibro, centosettanta palle di cannone, dodici petrieri, diciassette fucili e due mortaretti.
Uno dei cannoni è visibile nella scogliera antistante la spiaggia di Bosa Marina, a est della torre: conficcato nella roccia, è stato reimpiegato come bitta.

## Stato di conservazione attuale, uso e tutela
La torre è stata restaurata e intonacata agli inizi degli anni ottanta del XX secolo e, da allora si trova in un ottimo stato di conservazione; venne utilizzata per scopi culturali sino agli anni Duemila, quando fu chiusa al pubblico.
La torre e l'area circostante sono sottoposte ai vincoli previsti dal codice dei beni culturali e del paesaggio, emanato con il decreto legislativo del 22 gennaio 2004, n. 42, ai sensi dell'articolo 10 della legge 6 luglio 2002, n. 137, relativo alla delega per il riassetto e la codificazione in materia di beni culturali e ambientali, spettacolo, sport, proprietà letteraria e diritto d'autore.

## Galleria d'immagini

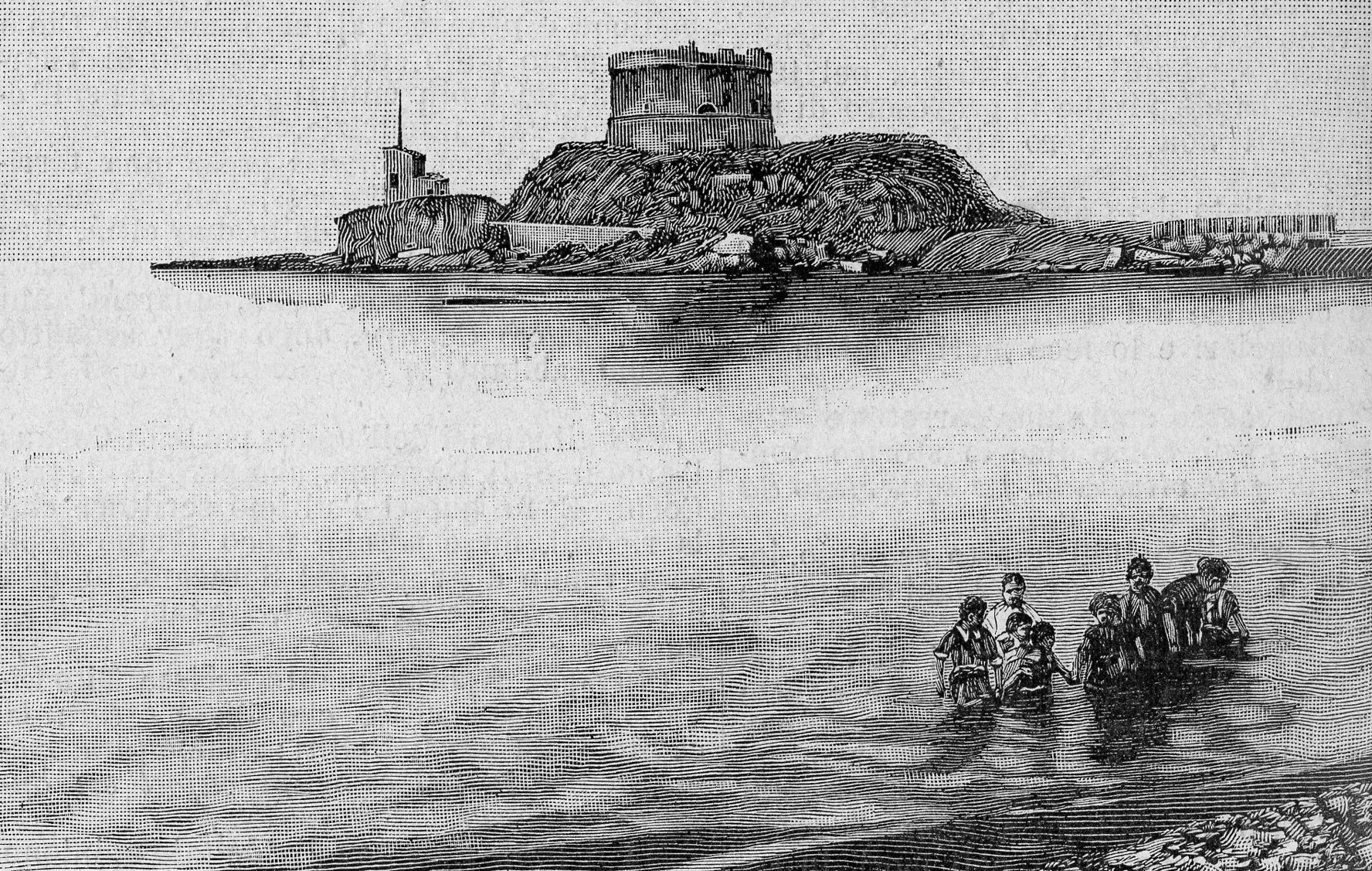